# Right Side Broadcasting Network
Right Side Broadcasting Network (RSBN) — консервативная американская медиакомпания, основанная Джо Силзом в 2015 году. Наиболее известна ведением прямых трансляций с митингов 45-го президента США Дональда Трампа на своём YouTube-канале.

## История
11 июля 2015 года Джо Силз прилетел в Финикс, штат Аризона, на митинг тогда ещё кандидата в президенты США Дональда Трампа. Силз вёл прямую трансляцию митинга со своей камеры, а затем загрузил полное видео на YouTube. После того, как был преодолён порог в миллион просмотров, Силз понял, что существует большой спрос на неотредактированные кадры с митингов Трампа. Это подтолкнуло его к созданию «Right Side Broadcasting».
Через некоторое время Силз и его семья переехали в Опелику, штат Алабама. Предпосылкой к тому стало то, что город был оснащён высокоскоростными волоконно-оптическими кабелями, стоимость которых составляла 43 миллиона долларов. Джо переоборудовал свой новый дом в студию новостей, наняв продюсеров и репортёров. На данный момент «Right Side Broadcasting» имеет более двух сотен миллионов просмотров на своём YouTube-канале.
Летом 2016 года компания запустила несколько шоу с Уэйном Дюпре и пастором Марком Бернсом. Во время третьих президентских дебатов в 2016 году Дональд Трамп транслировал репортаж «Right Side Broadcasting» на своей странице в Facebook. В октябре 2016 года компания получила пожертвования на общую сумму в 40 000 долларов.
24 октября Дональд Трамп в сотрудничестве с «Right Side Broadcasting» запустил ночной выпуск новостей на своей странице в Facebook. В комментариях люди задавались вопросом о возможности расширения сотрудничества компании с Трампом с целью создания «Trump TV». В интервью «Business Insider» Силз сказал, что спекуляции на эту тему являлись «необоснованными». В свою очередь, Трамп заявлял о том, что он не заинтересован в создании какой бы то ни было компании после выборов.
По словам Силза, Трамп «достаточно часто смотрел их эфиры» во время президентской кампании 2016 года. Джо также говорил, что он был в тесном контакте с директором Трампа по социальным сетям Дэном Скавино.
В 2016 году «Right Side Broadcasting» была официальной платформой для ведения прямой трансляции кампании Трампа в Facebook, где общее число просмотров варьировалось в пределах 300 миллионов. За тот период канал на YouTube собрал порядка 120 миллионов просмотров.
7 декабря 2016 года «Right Side Broadcasting» получила доступ в пресс-зал Белого дома.

### Освещение президентских выборов 2020 года
С начала 2020 года «Right Side Broadcasting» продолжила освещать все предвыборные митинги президента Дональда Трампа. 9 января в Толидо, штат Огайо, состоялся первый митинг.
За время президентских выборов 2020 года репортажи «Right Side Broadcasting» собрали более 127 миллионов просмотров на YouTube.
Вещание «Right Side Broadcasting» после президентских выборов было сосредоточено на предполагаемом мошенничестве в ходе подсчёта голосов. Компания освещала автопробег, организованный Эми Кремер в поддержку Дональда Трампа.
На протяжении последующих двух месяцев «Right Side Broadcasting» освещала судебные слушания, касающиеся возможных фальсификаций на выборах.
«Right Side Broadcasting» вёл прямые трансляции митингов Трампа в Джорджии в поддержку сенаторов Дэвида Пердью и Келли Леффлер. 6 января велось освещение выступления Трампа на митинге «Спаси Америку» в Вашингтоне.
В январе 2021 года YouTube-канал «Right Side Broadcasting» достиг отметки в 1,5 миллиона подписчиков.

## Заметные фигуры
В эфире «Right Side Broadcasting» принимали участие многие известные гости. Генеральный директор «My Pillow» Майк Линделл неоднократно появлялся в репортажах. Среди интервьюируемых были такие известные люди, как Чарли Кирк, Джек Пособец, Анджела Стэнтон-Кинг и пресс-секретарь Кейли Макинани. Пастор Фрэнк Павоне неоднократно появлялся на «Right Side Broadcasting». После президентских выборов он был ведущим серии передач «Молитва за президента».